# Belimbing Jaya
Belimbing Jaya is een bestuurslaag in het regentschap Muara Enim van de provincie Zuid-Sumatra, Indonesië. Belimbing Jaya telt 940 inwoners (volkstelling 2010).